# USS Bennion (DD-662)
USS Bennion (DD-662) là một tàu khu trục lớp Fletcher được Hải quân Hoa Kỳ chế tạo trong Chiến tranh Thế giới thứ hai. Nó là chiếc tàu chiến duy nhất của Hải quân Mỹ được đặt theo tên Đại tá Hải quân Mervyn S. Bennion (1887-1941), Hạm trưởng thiết giáp hạm West Virginia, đã tử trận trong cuộc Tấn công Trân Châu Cảng và được truy tặng Huân chương Danh dự. Nó hoạt động cho đến hết Thế Chiến II, được cho xuất biên chế năm 1946, và bị bán để tháo dỡ năm 1973. Bennion được tặng thưởng danh hiệu Đơn vị Tuyên dương Tổng thống cùng tám Ngôi sao Chiến trận do thành tích phục vụ trong Thế Chiến II.

## Thiết kế và chế tạo
Bennion được đặt lườn tại Xưởng hải quân Boston ở Boston, Massachusetts vào ngày 19 tháng 3 năm 1943. Nó được hạ thủy vào ngày 4 tháng 7 năm 1943; được đỡ đầu bởi bà Mervyn S. Bennion, vợ góa Đại tá Bennion; và nhập biên chế vào ngày 14 tháng 12 năm 1943 dưới quyền chỉ huy của Hạm trưởng, Trung tá Hải quân Joshua W. Cooper.

## Lịch sử hoạt động
Bennion khởi hành từ Philadelphia, Pennsylvania vào ngày 3 tháng 3 năm 1944 để hộ tống cho tàu sân bay hạng nhẹ Bataan (CVL-29) đi sang khu vực Mặt trận Thái Bình Dương. Sau khi đi đến Trân Châu Cảng vào ngày 22 tháng 3, nó hoạt động huấn luyện và tuần tra tại vùng biển quần đảo Hawaii cho đến ngày 29 tháng 5, khi nó lên đường đi sang phía Tây đến khu vực chiến sự.
Chiếc tàu khu trục đã đảm nhiệm vai trò dẫn đường máy bay chiến đấu và cộc mốc radar canh phòng trong các chiến dịch: Chiến dịch Mariana từ ngày 10 tháng 6 đến ngày 27 tháng 8 năm 1944; chiếm đóng Tinian từ ngày 24 tháng 7 đến ngày 1 tháng 8 năm 1944; chiến dịch phía Tây quần đảo Caroline từ ngày 31 tháng 8 đến ngày 14 tháng 10 năm 1944; Trận Leyte từ ngày 10 tháng 10 đến ngày 29 tháng 11 năm 1944; Trận Luzon từ ngày 12 tháng 12 1944 đến ngày 1 tháng 4 năm 1945; Trận Iwo Jima từ ngày 15 tháng 2 đến ngày 16 tháng 3 năm 1945; Trận Okinawa từ ngày 17 tháng 3 đến ngày 30 tháng 6 năm 1945; và đợt không kích của Đệ Tam hạm đội xuống chính quốc Nhật Bản từ ngày 10 tháng 7 đến ngày 15 tháng 8 năm 1945.
Trong Trận chiến eo biển Surigao vào đêm 24 tháng 10 năm 1944, một phần của trận Hải chiến vịnh Leyte, Bennion đã trợ giúp vào việc đánh chìm thiết giáp hạm Nhật Bản Yamashiro khi phóng ngư lôi nhắm vào đối phương. Sang ngày 5 tháng 1 năm 1945, nó đụng độ với hai tàu khu trục lớp Matsu Nhật Bản Hinoki và Momi đang trên đường quay trở về Trung Quốc sau khi tàu sân bay Unryū mà chúng hộ tống bị tàu ngầm Redfish (SS-395) phóng ngư lôi đánh chìm vào ngày 19 tháng 12 năm 1944. Các tàu khu trục Hoa Kỳ khác cũng tham gia trận chiến ngắn, khi các tàu khu trục Nhật quay mũi rút lui. Momi bị những máy bay ném bom-ngư lôi Grumman TBF Avenger thuộc Lực lượng Đặc nhiệm 77 phóng ngư lôi đánh chìm không lâu sau sau đó, còn Hinoki bị hỏa lực hải pháo của Charles Ausburne (DD-570) và ba tàu khu trục khác đánh chìm.
Sau khi Nhật Bản đầu hàng kết thúc cuộc xung đột, Bennion quay trở về Xưởng hải quân Puget Sound vào ngày 27 tháng 10 năm 1945, và được cho xuất biên chế tại Long Beach, California vào ngày 20 tháng 6 năm 1946, được đưa về thành phần dự bị. Tên nó được cho rút khỏi danh sách Đăng bạ Hải quân vào ngày 15 tháng 4 năm 1971, và con tàu bị bán để tháo dỡ vào ngày 30 tháng 5 năm 1973.

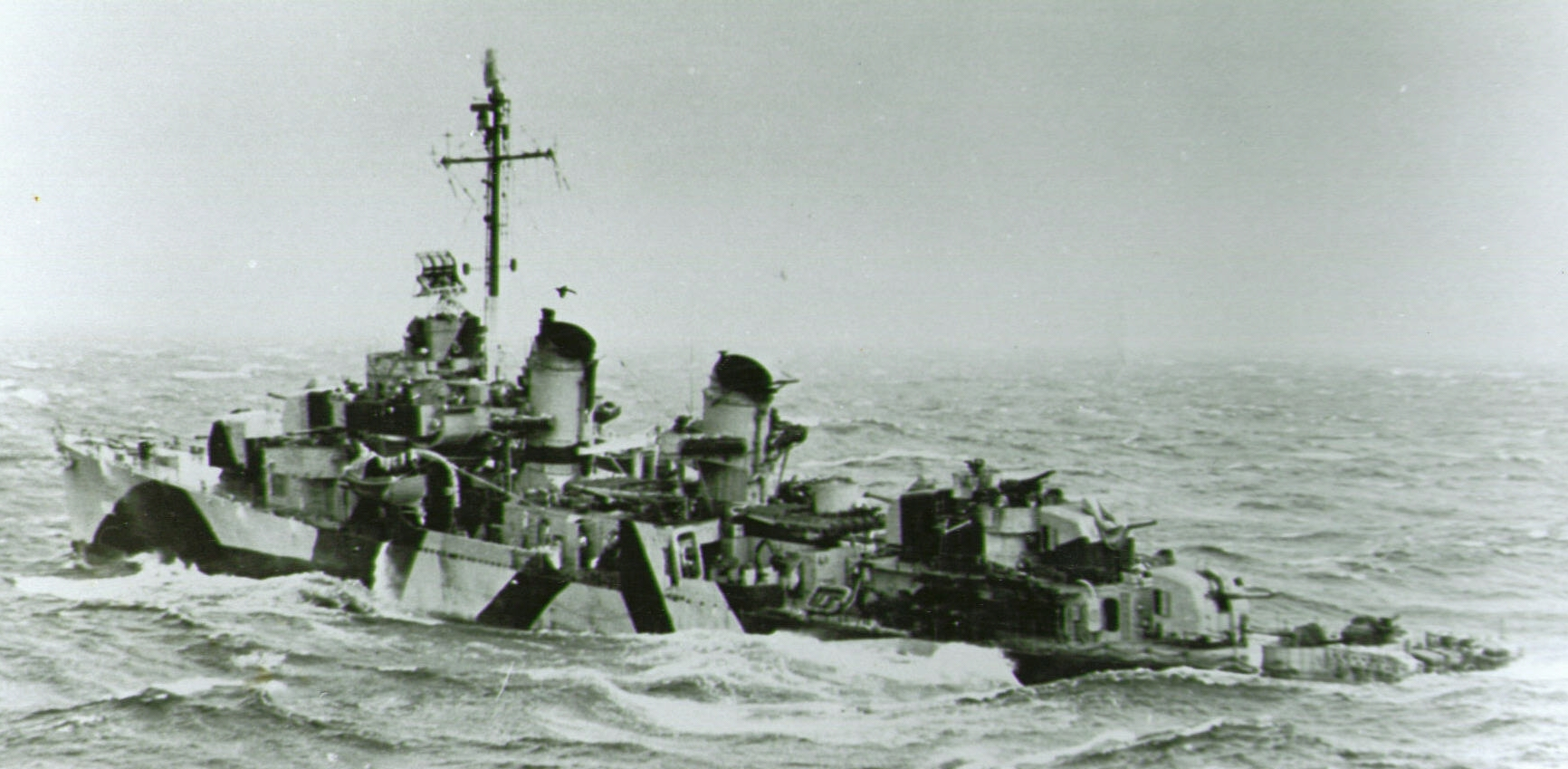
Bennion đang đi ngoài biển khơi

## Phần thưởng
Bennion được tặng thưởng danh hiệu Đơn vị Tuyên dương Tổng thống cho các hoạt động tại Okinawa từ ngày 1 tháng 4 đến ngày 1 tháng 6 năm 1945; cùng tám Ngôi sao Chiến trận do thành tích phục vụ trong Thế Chiến II.